# Вождь
Вождь — проводир війська, очільник племені або вождівства у суспільних громадах, а також керманич в деяких жорстко централізованих недемократичних (тоталітарних або авторитарних) державах та партіях.

## Етимологія
Слово вождь походить від дієслова водити (керувати). Є східнослов’янським рефлексом праслов'янського *vodjь, що дало у давньоруській мові вожь і в церковнослов'янській вождь. Теперішня форма вождь в українській мові пояснюються впливами церковнослов’янської мови.

## Поняття
Має значення:
1. Проводир війська, племені.
2. Ідейний і політичний керівник громадського руху, партії, класу; керманич.
Іноді вживається в суто негативному, осудливому значенні для характеристики жорстокого чи збанкрутілого правителя того чи іншого масштабу.

## Типи
Існували різні типи племінних вождів:
- Очільник ради старійшин або народних зборів;
- Військовий вождь;
- Спадковий вождь;
- Вождь-жрець.